# Macrogynoplax pulchra
Macrogynoplax pulchra är en bäcksländeart som beskrevs av Ribeiro och Froehlich 1999. Macrogynoplax pulchra ingår i släktet Macrogynoplax och familjen jättebäcksländor. Inga underarter finns listade i Catalogue of Life.